# 飯野光浩
飯野 光浩（いいの みつひろ、1969年10月 - ）は、日本の経済学者（開発経済学・開発援助論・国際経済関係論）。学位は、修士（経済学）（横浜国立大学・1994年）。静岡県立大学国際関係学部講師・大学院国際関係学研究科講師。
静岡県立大学国際関係学部助手、静岡県立大学国際関係学部助教などを歴任。

## 来歴

### 生い立ち
1969年（昭和44年）10月生まれ。青山学院大学に進学、国際政治経済学部国際経済学科にて学んだ。1992年（平成4年）3月、青山学院大学を卒業した。その後、横浜国立大学大学院に進学、経済学研究科国際経済学専攻にて学んだ。1994年（平成6年）3月、横浜国立大学大学院修士課程修了に伴い、修士（経済学）の学位を取得。さらに、慶應義塾大学大学院に進学、経済学研究科経済学専攻にて学んだ。1998年（平成10年）5月、慶應義塾大学大学院後期博士課程を単位取得退学した。

### 経済学者として
1998年（平成10年）6月、静岡県立大学国際関係学部助手に就任。また、2000年（平成12年）9月から2003年（平成15年）3月にかけて、国際協力事業団ミャンマー経済構造調整支援タスクフォース委員を兼任した。その後、静岡県立大学が静岡県から静岡県公立大学法人に移管された後も、引き続き同大学で勤務。また、学校教育法の改正に伴い、2007年（平成19年）4月より国際関係学部の助教となった。2011年（平成23年）4月、静岡県立大学国際関係学部講師に昇任、主として国際関係学科の講義を担当した。静岡県立大学大学院国際関係学研究科講師を兼務、主として国際関係学専攻の講義を担当した。

## 研究
専門は経済学。特に、開発経済学・開発援助論・国際経済関係論を研究した。具体的には、開発マクロ経済モデル観点から農村の農業を分析することで、発展途上国や新興国における経済問題を研究した。また、日本による開発協力と、中華人民共和国などの新興国や発展途上国による対外協力について、研究した。さらに、ニューケインジアン一般均衡モデルを応用することで、先進国と新興国の経済について研究した。
日本経済学会・日本国際経済学会などに所属。

## 略歴
- 1969年 - 誕生[1]。
- 1992年 - 青山学院大学国際政治経済学部卒業[2]。
- 1994年 - 横浜国立大学大学院経済学研究科修士課程修了[2]。
- 1998年 - 慶應義塾大学大学院経済学研究科後期博士課程単位取得退学[2]。
- 1998年 - 静岡県立大学国際関係学部助手[4]。
- 2000年 - 国際協力事業団ミャンマー経済構造調整支援に係るタスクフォース委員[5]。
- 2007年 - 静岡県立大学国際関係学部助教[4]。
- 2011年 - 静岡県立大学国際関係学部講師[4]。

### 註釈
1. ↑  横浜国立大学は、のちに国から国立大学法人横浜国立大学に移管された。
2. ↑  静岡県立大学は、のちに静岡県から静岡県公立大学法人に移管された。
3. ↑  国際協力事業団は、のちに独立行政法人国際協力機構の源流の一つとなった。